# الان شيهان
الان شيهان (بالإنجليزية: Alan Sheehan)‏ (14 سبتمبر 1986 بأثلون في جمهورية أيرلندا - ) هو لاعب كرة قدم أيرلندي في مركز الدفاع. شارك مع منتخب جمهورية أيرلندا تحت 21 سنة لكرة القدم. أما مع النوادي، فقد لعب مع أولدهام أثلتيك وبرادفورد سيتي وسويندون تاون وليدز يونايتد وليستر سيتي ونادي لوتون تاون ونوتس كاونتي ونادي مانسفيلد تاون ونادي بيتربورو يونايتد ونادي كرو ألكساندرا.

## وصلات خارجية
- الان شيهان على موقع قاعدة بيانات كرة القدم.إي يو (الإنجليزية)
- الان شيهان على موقع Soccerbase.com (لاعب) (الإنجليزية)